# Книга на Еклисиаста
 Тази статия е за книгата от Стария завет.  За албума на КариZма вижте Еклисиаст (албум).  
Еклисиаст, т.е. Проповедник (на гръцки: Εκκλησιαστής; на латински: Ecclesiastes; на иврит: קהלת, Кохелет), е книга от Стария завет (еврейската Библия). Заглавието на тази книга води началото си от гръцкия превод на седемдесетте.
Еклисиаст е анонимен труд, най-вероятно написан в III век пр.н.е.  Авторът се представя като син на Давид и цар на Йерусалим, т.е. Соломон, което датира книгата от X век пр.н.е. 
Книгата говори за смисъла на живота и за най-добрия начин той да бъде изживян. Тя обявява всички човешки дела за суета, тъй като и мъдрите, и глупавите са подвластни на смъртта, а постиженията им са нетрайни. Еклисиаст недвусмислено определя разума за основа на добре преживения земен живот, но в никакъв случай не приписва вечност на живота. Заради безсмислието на живота човек трябва да се радва на малките радости от всекидневието, като ядене, пиене и доволство от собствения труд.
В творбата има лични и автобиографични елементи. Тя съдържа предимно афоризми и максими, които се редуват с кратки и ясни обяснения и разсъждения върху смисъла на живота и най-добрия начин на живот. Голямо внимание е отделено на смъртта (глава 3).
Повечето изследователи на книгата смятат епилога (стихове 12:9–14) за добавени от по-късен автор. Някои изследователи смятат за добавки и други пасажи, целящи книгата да бъде направена религиозно по-ортодоксална, например напомнянията за справедливостта на Бога и за нуждата от набожност.

## Значение на заглавието
Еврейската дума קהלת (Кохелет) означава служба или дейност на онзи, който говори, поучава, проповядва пред събрание, на иврит קהל (кахал), на гръцки εκκλησία (първоначално εκκλησία означава светско събрание, а по-късно започва да се използва със значение на религиозно събрание, като в Новия завет вече има значение на църква). Друго тълкувание на думата קהלת (кохелет) е събирач, като от контекста на книгата може да се предположи, че събира афоризми или група от хора, за да ги учи на мъдрост.
В българското заглавие на книгата е запазена гръцката дума, Εκκλησιαστής, с новогръцко произношение (η = и), съответно побългарена (без окончанието ής), а освен това се използва и славянското заглавие Проповедник. Обаче това заглавие предполагало религиозна функция, докато действителната функция е по-скоро учител.

## Автор
В първите две глави авторът описва себе си като син на Давид и цар на Израел в Йерусалим, представяйки се като велик мъдрец, живеещ в разкошен дворец. Това би могло да се отнася само до цар Соломон, понеже неговите наследници са царе само на Юдея. По-късно традиционното схващане на равините и на ранните християни е, че книгата Еклисиаст е написана от цар Соломон. Разпространено сред съвременните изследователи схващане е, че книгата е написана около 250 пр.н.е. от неелинизиран интелектуалец от средите на втория йерусалимски храм. Тази най-късна възможна датировка се определя от факта, че в книгата на Сирах (написана около 180 г. пр.н.е.) многократно се цитират или перифразират места от Еклисиаст като от канонично произведение.

## Език
Еврейският език на Еклисиаст не е обичаен за епохата на царуването на Соломон, понеже книгата съдържа множество заемки от други езици, например от арамейския и староперсийския език. Влиянието им е характерно за късния еврейски език, настъпило след превземането на Йерусалим от вавилонските войски през 587 г. пр.н.е.. Обаче използването на тези заемки може да се свърже и с езиковите познания на Соломон, които евентуално е натрупал при развитието на външната търговия и международните отношения (Първа книга на царете 4:30, 34; 9:26–28; 10:1, 23, 24).

## Датиране наЕклисиаст
Доминик Рудман в изследването си Детерминизмът в Еклисиаст (JSOTSup. 316; Sheffield: Sheffield Academic Press, 2001, стр. 13) цитира различни съвременни коментари в подкрепа на датирането на Еклисиаст. Същият автор в Бележка относно датирането на Еклисиаст. Архив на оригинала от 2005-09-07 в Wayback Machine. в Catholic Biblical Quarterly том 61, бр. 1 (1999), стр. 47 – 53, обсъжда книгата Лингвистични доказателства и датиране на Кохелет от Чун Леонг Сеов (JBL, том 115 (1996), стр. 653–654), в която Сеов посочва 4 век пр.н.е.. В тази бележка се твърди: „Повечето съвременни коментатори, например Р. Н. Уайбрей (Ecclesiastes, [NCB Commentary; Grand Rapids: Eerdmans; London: Marshall, Morgan & Scott, 1989] 4 – 12), привеждат доводи в полза на датирането от средата до края на 3 век пр.н.е. Други, сред които Н. Лофинк (Kohelet [NEchtB; Wurzburg: Echter Verlag, 1980] 7) и Чарлз Френсис Уитли (Koheleth: His Language and Thought (Кохелет: неговият език и мисъл) [BZAW 148; Berlin/ New York: de Gruyter, 1979] 132 – 46), предлагат началото или средата на 2 век пр.н.е..“

## Място в канона
В Еклисиаст едно от названията на Бога – האלהים (ха-елохим), което се използва често в Петокнижието, се среща 32 пъти, което се възприема като Божие вдъхновение и дава повод тази книга да бъде причислена към библейския канон както на юдаизма, така и на християнството. Според Адам Кларк, Commentary, том III, стр. 799: „Книгата, озаглавена Кохелет или Еклисиаст, винаги е възприемана както от юдаизма, така и от християнството като написана по вдъхновение от Всевишния и съответно се е смятала за част от свещения канон.“
Еклисиаст също така е в съзвучие с останалите библейски книги, където се засягат същите теми. Книгата е в съгласие с Битие за това, че човек е създаден от „пръст от земята“ от Бог, който му е вдъхнал жизнено дихание (Еклисиаст 3:20, 21; Битие, 2:7, 7:22; Исаия, 42:5). Освен това Еклисиаст утвърждава библейското учение, че човек е създаден праведен, но по собствена воля е избрал да не се подчини на Бога (Еклисиаст 7:29; Битие 1:31, 3:17; Второзаконие 32:4, 5). Еклисиаст също така приема Бога като Създател (Еклисиаст, 12:1; Битие, 1:1) и е в съответствие с другите книги от Стария завет по въпроса за смъртта (Еклисиаст, 9:5, 10; Битие, 3:19; Псалми, 6:5, 115:17 (113:25)).

## „Суета“
Еклисиаст повествува за неуспешния опит на човека да открие смисъл в живота с помощта на житейските блага. Понеже всяко възможно благо в живота се унищожава от неизбежната смърт, Еклисиаст стига до заключението, че животът и всички човешки дела са нещо безсмислено, суета.
Думата הבל (hebel), преведена като „суета“, буквално означава „дъх, въздишка“, а в преносен смисъл: „нещо безсмислено, напразно“. При традиционния превод на български се използва думата „суета“ с архаичния си (старобългарски) смисъл, който вярно предава значението на еврейската дума.
Основното заключение в Еклисиаст, което е и негов лайтмотив, се повтаря както в началото, така и в края на книгата: „Суета на суетите, каза Еклисиаст, суета на суетите – всичко е суета!“ Изразът „суета на суетите“ всъщност е превъзходна степен.
Въпреки суетата на земния живот Еклисиаст препоръчва на хората да живеят според Божиите заповеди (3:10–17), предупреждава ги за Божия съд (8:12, 9:1) и възхвалява мъдростта, като я сравнява с получено наследство (7:11) и я нарича животворна (7:12).

## Отзвук в другите книги на Библията
Цитати и перифрази от Еклисиаст се срещат първо в Книгата на Сирах:
Сир. 11:5 – Екл. 4:13;
Сир. 13:25 – Екл. 8:1;
Сир. 14:4 – Екл. 2:21;
Сир. 21:20 – Екл. 7:6.
Позовавания на Еклисиаст се срещат и в Новия завет, например в Послание към римляните (8:20): „тварите се покориха на суетата не доброволно, а по волята на Оногова, Който ги покори“.

## Отзвук наЕклисиастизвън Библията
- Песента „Turn! Turn! Turn!“ на Пит Сийгър е по стиховете за времената в Еклисиаст (3:1–8). В средата на 60-те години на XX век е популяризирана от групата The Byrds.
- Главният герой в разказа Роза за Еклесиаст (1963) от Роджър Зелазни, номиниран за наградата „Хюго“ използва цитати от Еклисиаст за по-голям емоционален ефект.

## Статии по темата
- Еклисиаст (Кохелет) в Jewish Encyclopedia ((en))
- Уилям МакДоналд Еклисиаст – общ преглед Архив на оригинала от 2005-03-07 в Wayback Machine.